# Szenicsita
La szenicsita és un mineral de la classe dels sulfats. Rep el seu nom de Terry (1947) i Marissa (1950) Szenics, col·leccionistes de minerals nord-americans.

## Característiques
La szenicsita és un molibdat de fórmula química Cu₃(MoO₄)(OH)₄. Va ser aprovada com a espècie vàlida per l'Associació Mineralògica Internacional l'any 1993. Cristal·litza en el sistema ortoròmbic. La seva duresa a l'escala de Mohs es troba entre 3,5 i 4.
Segons la classificació de Nickel-Strunz, la szenicsita pertany a «07.GB - Molibdats, wolframats i niobats, amb anions addicionals i/o H₂O» juntament amb els següents minerals: lindgrenita, cuprotungstita, UM1999-38-WO:CrV, fil·lotungstita, rankachita, ferrimolibdita, anthoinita, mpororoïta, obradovicita-KCu, mendozavilita-NaFe, paramendozavilita i tancaïta-(Ce).

## Formació i jaciments
Va ser descoberta l'any 1993 a la mina Jardinera No. 1, a Inca de Oro, a la província de Chañaral (Regió d'Atacama, Xile). La troballa de la szenicsita es va realitzar en una zona aïllada, d'aproximadament 1 metre cúbic de grandària, en la qual el mineral va ocórrer en cavitats en una matriu rica en molibdenita i en powel·lita rica en coure. Les cavitats estaven farcides amb un material similar a l'argila. Fora de la zona de mineralització es va canviar la szenicsita per lindgrenita, amb la disminució del coure. També ha estat descrita a la mina Carlota (Arizona, Estats Units). A banda dels ja esmentats, sol trobar-se associada a altres minerals com: crisocol·la, brochantita, lindgrenita, or, calcopirita, calcocita, hematites, barita i quars.